# Lesina intermedius
Lesina intermedius är en insektsart som först beskrevs av Heinrich Hugo Karny 1923.  Lesina intermedius ingår i släktet Lesina och familjen vårtbitare. Inga underarter finns listade i Catalogue of Life.